# Trathala laticlypeata
Trathala laticlypeata är en stekelart som beskrevs av Dasch 1979. Trathala laticlypeata ingår i släktet Trathala och familjen brokparasitsteklar. Inga underarter finns listade i Catalogue of Life.